# Epaphroditus placens
Epaphroditus placens là một loài ruồi trong họ Asilidae. Epaphroditus placens được Walker miêu tả năm 1865.